# Sonata para violín n.º 7 (Beethoven)

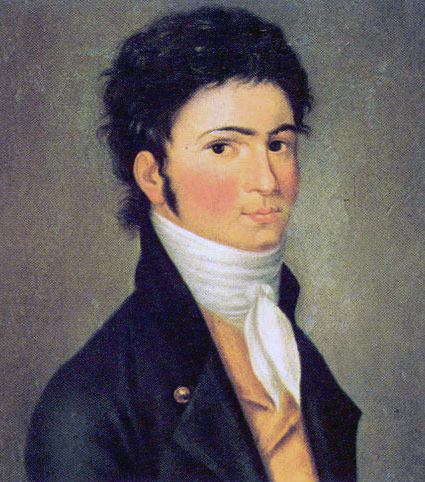
Beethoven en 1801, por Carl Riedel.

La sonata para violín y piano n.º 7 en do menor, Op. 30 n.º 2 es una pieza camerística compuesta por Ludwig van Beethoven entre 1801 y 1802. La partitura está dedicada al zar Alejandro I de Rusia.

## Historia

### Composición
Las tres sonatas para violín y pianoforte que conforman el Opus 30 son las Sonatas n.º 6, n.º 7 y n.º 8. La composición del conjunto se desarrolló durante la primera mitad de 1802, completando la mayor parte entre marzo y mayo tras mudarse a Heiligenstadt en un intento de mejorar su audición. La partitura autógrafa de la sonata n.º 7 apareció en una colección reunida por H. C. Bodmer en Zúrich, que fue descubierta a mediados del siglo XX. Ese fue un año muy positivo para Beethoven tanto desde el punto de vista privado como profesional. En 1801 el príncipe Carl von Lichnowsky le había garantizado una renta vitalicia de 600 florines. Sobre esto comenta a su amigo Franz Gerhard Wegeler de Bonn en una carta de 29 de junio de 1801 lo siguiente:

«Mis composiciones se venden bien y puedo decir que tengo más pedidos de los que puedo atender. Hay de seis a siete editores para cada pieza y podría haber más si yo quisiera. Yo pido y ellos pagan, una situación muy agradable.»

A pesar del éxito, Beethoven estaba a punto de enfrentarse a la catástrofe de su vida: su pérdida de audición. En la misma carta se dirige a su amigo y médico Wegeler, confesándole que su estado se ha ido deteriorando durante tres años. Un silbido continuo en los oídos le hacía evitar el contacto humano, ya que no podía contar a la gente que era sordo. Si su ocupación fuera otra su pérdida de audición podría ser aceptable, pero como músico era devastadora. Para que Wegeler se hiciera una idea de su estado, describió cómo se sentaba en el teatro lo más cerca posible de la orquesta, para poder entender a los actores. Cuando se sentaba más lejos no podía oír las notas agudas de los instrumentos. También tenía dificultades para seguir una conversación, ya que no podía oír las palabras pronunciadas en voz baja. Pero algunas personas no se daban cuenta de su incapacidad para participar en la conversación. Por aquel entonces odiaba que la gente gritara. No tenía ni idea de cómo continuaría con su vida. Cuando el compositor escribió esta carta en el verano de 1801, aún albergaba esperanzas.

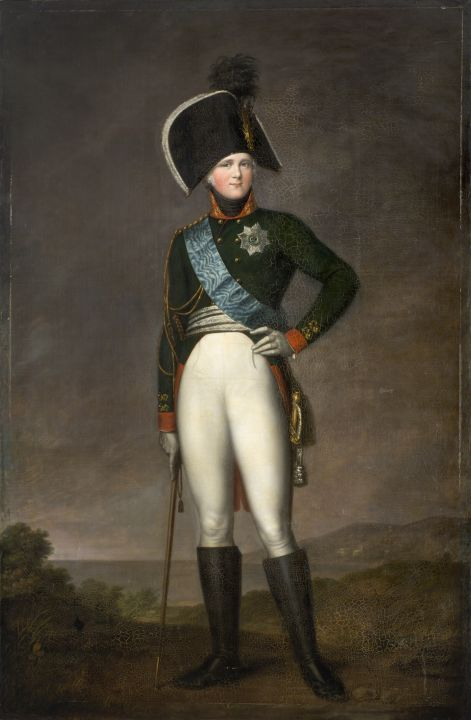
Alejandro I de Rusia, dedicatario de las piezas.

Además de estas piezas, compuso numerosas obras en los años siguientes: las tres sonatas para piano Op. 31, las variaciones para piano Op. 34 y Op. 35, así como la Sinfonía n.º 2 y el Concierto para piano n.º 3. Estaba muy ocupado y componía música llena de vida, esperanza y alegría, pero su salud empeoraba sin cesar. En octubre de 1802 sufrió un colapso mental. En octubre de 1802, sólo cuatro meses después de acabar el Op. 30, Beethoven escribió lo que hoy se conoce como el "Testamento de Heiligenstadt", su última voluntad para sus hermanos Kaspar Karl y Johann admitiendo que se está quedando sordo. Es una emotiva expresión de su estado de ánimo, en la que se defiende de las acusaciones de misantropía, explica su enfermedad y su sordera y pone en orden sus asuntos.

### Publicación
La primera publicación de las piezas fue llevada a cabo por la editorial Bureau des Arts et d'Industrie en mayo de 1803 en Viena. El hermano de Beethoven, Kaspar Karl, que gestionó los asuntos del compositor durante un tiempo, ofreció en una carta del 22 de abril de 1802 dirigida a los editores Breitkopf & Härtel de Leipzig las tres sonatas del Op. 30 de la siguiente manera: "Actualmente tenemos tres Sonatas para piano y violín, que le enviaremos si así lo desean". Probablemente ya estaban terminadas. Sin embargo, la editorial de Leipzig no mostró interés alguno, por lo que las sonatas fueron publicadas por el Bureau des Arts et d'Industrie vienés.
La dedicatoria de las tres piezas es para el joven zar Alejandro I de Rusia, cuyo punto de vista aparentemente ilustrado era objeto de admiración por parte del compositor. Esta dedicatoria parece haber pasado desapercibida. Las pruebas que sugieren el regalo de un anillo de diamantes son poco fiables, aunque Alejandro fue más tarde uno de los diez suscriptores de la Missa Solemnis. Es posible que el compositor recibiera una suma de dinero por las sonatas en 1814, después de regalar a la esposa del zar la Polonesa, Op. 89.

## Estructura y análisis
La sonata consta de cuatro movimientos:
- I. Allegro con brio, en do menor 4
4
- II. Adagio cantabile, en la bemol mayor 4
4
- III. Scherzo. Allegro, en do mayor 3
4
- IV. Finale. Allegro, en do menor 2
2

La interpretación de esta obra dura aproximadamente 28 minutos. La sonata en do menor puede ser lúgubre, pero no suicida; es Beethoven en su ambiente más célebre, un estado inicialmente depresivo que se va superando poco a poco mediante un espasmo de agitación del puño contra el destino.

### I.Allegro con brio
El primer movimiento, Allegro con brio, está escrito en la tonalidad de do menor, en compás de 4/4 y sigue la forma sonata. Se construye sobre un tema inicial que es a la vez mórbido, dramático y desafiante. El contraste llega a través de un tema parecido a una marcha que es más ligero, pero aún en modo menor. Todo ello conduce a un desarrollo pianissimo del primer tema principalmente, ya que los desarrollos de Beethoven en esta época solían ser asimétricos. Este tema, en su forma original, vuelve para desembocar en una larga coda que lucha por subir a do mayor antes de volver a do menor. Por primera vez se omite la repetición convencional de la exposición en un primer movimiento de sonata de la producción bethoveniana. El desarrollo contiene un tema que no se encuentra en la exposición, al igual que ocurre en composiciones anteriores como la Sonata para violín n.º 4. No obstante, como señala el autor, esta práctica de incluir material nuevo en la sección central de un movimiento de sonata en forma ternaria no es una innovación de Beethoven; ya que hay ejemplos en la música de Mozart y también anteriores a él.

### II.Adagio cantabile
El segundo movimiento, Adagio cantabile, está en la bemol mayor y en compás de 4/4. Las cosas se dulcifican con la cantarina melodía principal, que primero adopta una elaborada ornamentación y luego se reduce a sus notas más esenciales. Se disuelve en un pasaje de escalas y vuelve en esencia a su forma original en el violín, mientras el piano genera un acompañamiento inquieto. Estas ligeras variaciones se extienden sin llegar a alterar el carácter sosegado o el contorno melódico del material de base.

### III.Scherzo.Allegro
El tercer movimiento, Scherzo. Allegro, está en do mayor, en compás de 3/4 y sigue una forma ternaria de scherzo más trío. El breve scherzo, en el que al fin se impone el tono de do mayor, danza a ritmos lúdicamente rudos que en ocasiones se convierten en retórica argumentativa y contundente en ambos instrumentos. La sección del trío consiste en un pequeño pero imponente canon para el violín y para la mano izquierda del piano, que resulta divertido por su decidida falta de humor.

### IV.Finale.Allegro
El cuarto y último movimiento, Finale. Allegro, retoma la tonalidad inicial, el ritmo es alla breve y responde a la forma sonata-rondó. El tema principal recurrente no es melódico en absoluto. Es más bien el tipo de secuencia armónica cargada de suspense que acompaña a un telón que se levanta. Los episodios contrastantes son más serios en sus melodías y presentan una naturaleza en general positiva, salvo por un momento dramático a mitad de camino y el espíritu luchador (aunque no derrotado) del último interludio. La furiosa coda pone en duda el carácter optimista de los movimientos interiores, como si quisiera poner fin a la sonata con una última agitación de puño.